# Primeros pasitos
"Primeros Pasitos" es un sello discográfico fundado en Mallorca en 1998.
Sus primeras referencias fueron el debut en EP y luego en álbum de Satellites, a quienes editaron después otro EP y otro álbum.
Otros artistas del sello han sido El Diablo En El Ojo, Audience, The Bisons, Vacabou, The Redsuns, The Magnetic Band, The Marzipan Man y Marcel Cranc. También han editado o licenciado discos de The Aluminum Group, Spearmint y Calc, además de publicar dos volúmenes de la recopilación "Café Bizarre".